# Наколінники (обладунок)

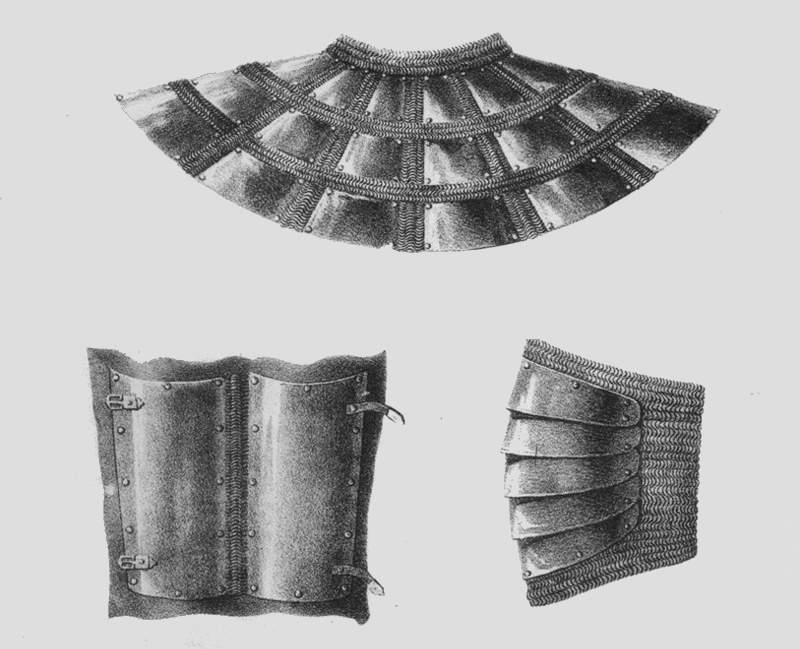
Бармиця, поручі і наколінник

Наколінники, також наколінок — покривач коліна, як частина лат, броні, елемент обладунку, призначений для захисту колін воїв або для тепла і прикраси.
У Західній Європі наколінники з'явилися близько XII століття і, спочатку, представляли собою широку смугу з товстої шкіри, посилену металевою пластиною. Однак вони були незручні. Тому, приблизно в другій половині XIII століття, з'являються залізні наколінники, які фіксувалися ременями і пряжками. Розвиток захисту ніг призводить до збільшення наколінників, а в кінці XIV — початку XV століття з'являється повний наколінник з раковиною із зовнішньої сторони.
У Західній Азії і на Русі також іноді використовувалися наколінники — сегментні або чашкові. В Азії наколінники кріпилися до кільчасто-пластинчастих набедреників. В Київській Русі, мабуть, використовувалися рідко, бо спосіб кріплення невідомий.
Зберігся опис повного гусарського обладунку з Оружейної палати: "Лати з наплічниками і з наколінниками, … ". Цей обладунок і зараз зберігається в Оружейній палаті, але з втратами, загальна вага обладунку 28,3 кілограма.
Як доповнення до давньоруського захисного озброєння, нагрудники, наколінники, налокітники, наспинники, поручі, навуші — робилися зі шкіри, заліза і міді.

## Галерея

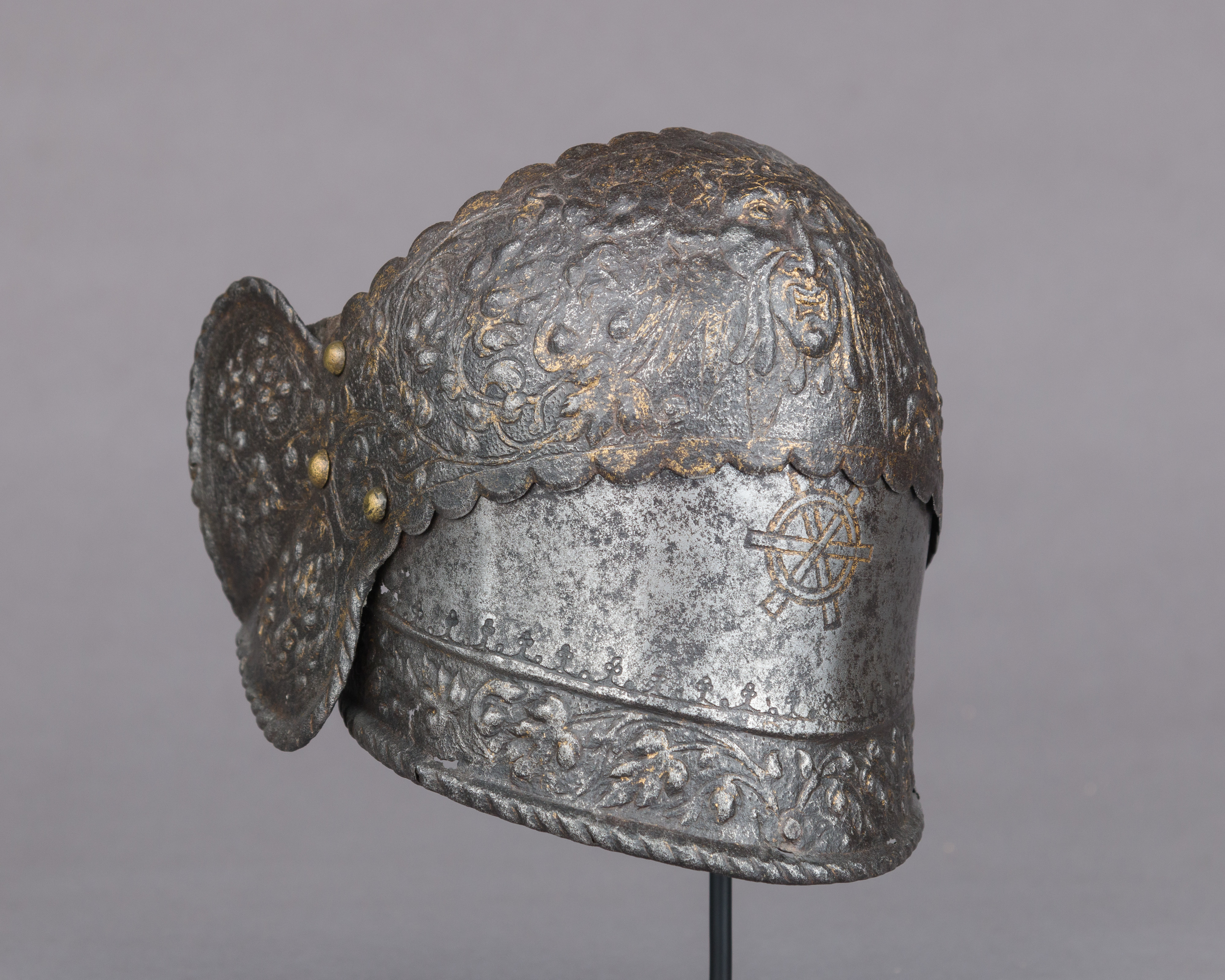
Наколінок, 1555 — 1560 років
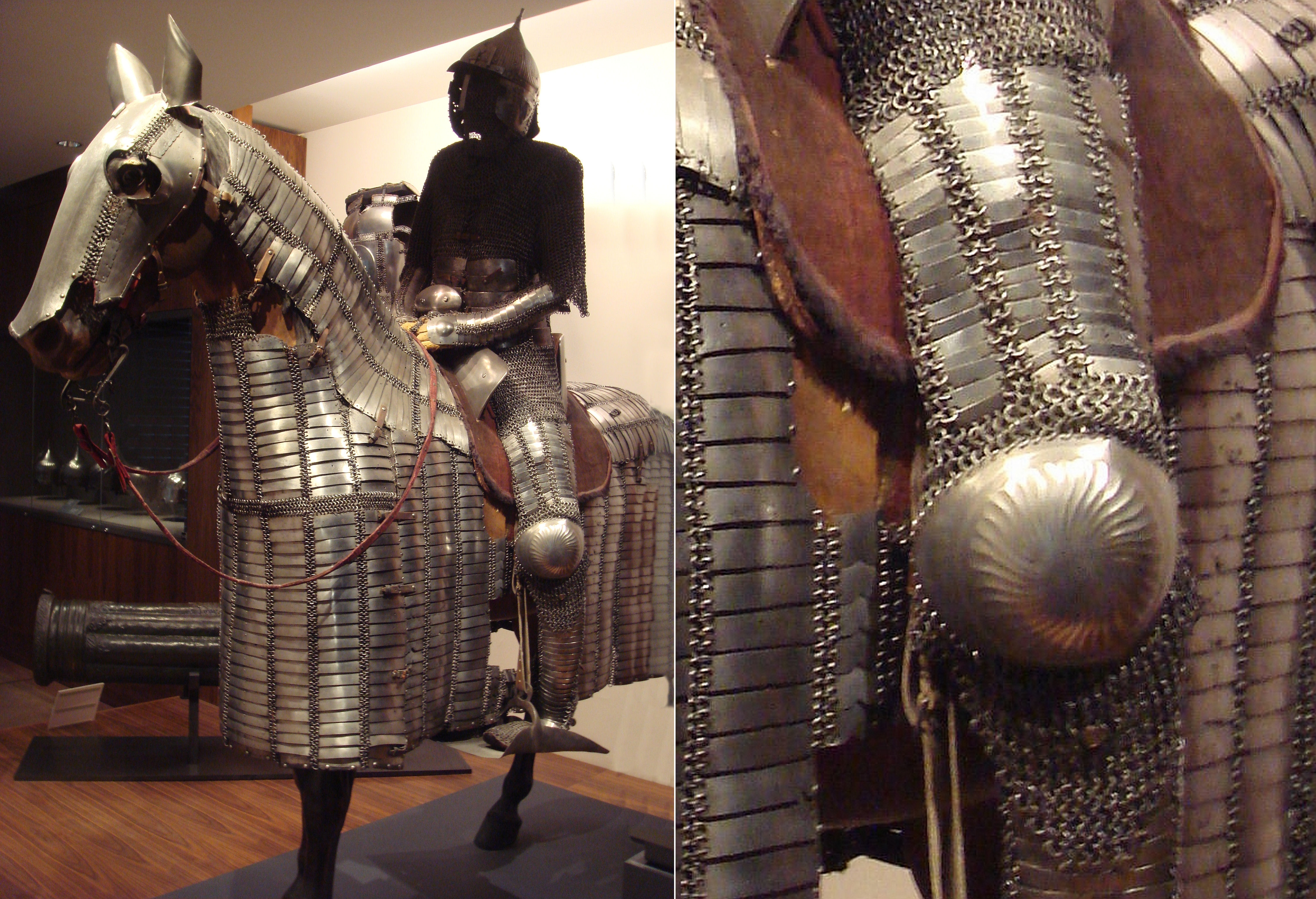
Наколінник з обладунку кінного воїна